# Aerob organisme
Aerob (af græsk: aer = luft + bios = liv) er betegnelsen for biologiske processer, som kun kan foregå, når der er fri ilt til stede.

## Aerobe processer, kemisk set
Kemisk set drejer alle aerobe processer sig om iltning. Et godt eksempel er iltningen af glukose (et monosakkarid) ved aerob ånding.
C6H12O6 + 6 O2 + 38 ADP + 38 fosfat → 6 CO2 + 6 H2O + 38 ATP
Den energi, der udløses ved denne proces, er på ca. 2880 kJ pr. mol, og den bliver opsamlet ved at gendanne 38 enheder ATP fra 38 enheder ADP pr. glukose. Det giver 19 gange så meget energi pr. sukkermolekyle i forhold til det, der kan skabes ved en anaerob omsætning. De eukaryote organismer (alle andre end bakterier) får dog kun et nettoudbytte på 36 gendannede enheder ATP ud af åndingen, fordi de skal flyttes gennem en membran ved en energikrævende transport.

## Eksempler
Hvis man afbryder tilførslen af ilt, bliver processen afbrudt og erstattet af andre, anaerobe processer, som f.eks. gæring. Derfor drejer det sig om processer, som foregår ved almindelig atmosfærisk iltspænding. Ofte kan man se, at der er en afgørende grænseværdi, der ligger ved ca. 5% iltindhold i luften. De aerobe nedbrydningsprocesser i jorden standser f.eks. ved denne koncentration. Af samme grund taler man om en ilthorisont i jorden, som danner grænsen mellem lag, hvor jordluften indeholder mere end 5% ilt, og lag, hvor indholdet er under de 5%. På grund af iltens betydning for mange livsprocesser regnes dette stof for en vigtig abiotisk faktor i økologien.
Ordet bruges for eksempel om bakterier, der kræver ilt for at kunne vokse. Det bruges også om andre processer, der kræver tilstedeværelse af ilt. Et eksempel findes i musklernes stofskifte – også hos mennesker. Normalt sker energiomsætningen ved den iltning af glukose, som foregår ved cellernes (dvs. mitokondriernes) ånding. Når musklen bliver brugt så kraftigt, at ilttilførslen er utilstrækkelig, så slår muskelcellerne over til anaerob mælkesyregæring. Det giver dog et mindre udbytte af energi ved forbrug af samme mængde glukose, og derfor opstår der ved langvarig belastning et fald i musklernes ydeevne.

## Aerobiske væsner
Alle levende væsner, der har brug for fri ilt, betegner man som aerobiske. Ilten bruges allermest til energiudvinding via stofomsætninger, der bygger på iltning, sådan som det er tilfældet med ånding hos de højere udviklede organismer. Man skelner mellem obligat aerobe og fakultativt aerobe organismer. De obligat aerobe kræver adgang til ilt, mens de fakultativt aerobe ganske vist kan bruge ilt, samtidig med at de har andre muligheder som f.eks. kvælstof. Mikroaerofile organismer foretrækker ilt i lav koncentration. Aerotolerante organismer kan overleve i iltrige omgivelser, men de er anaerobe, for de kan ikke bruge ilten i deres energistofskifte.
Næsten alle dyr, de fleste svampe og adskillige bakterier er obligat aerobe. Omvendt er de fleste af de anaerobe organismer bakterier. Når en organisme er obligat aerob, har den en energimæssig fordel, men den må kunne tåle høje niveauer af iltningsstress.